# Kościół Matki Bożej Pocieszenia w Manasterzu
Kościół Matki Bożej Pocieszenia w Manasterzu – rzymskokatolicki kościół parafialny zlokalizowany we wsi Manasterz (województwo podkarpackie) w archidiecezji przemyskiej. 

## Historia i architektura

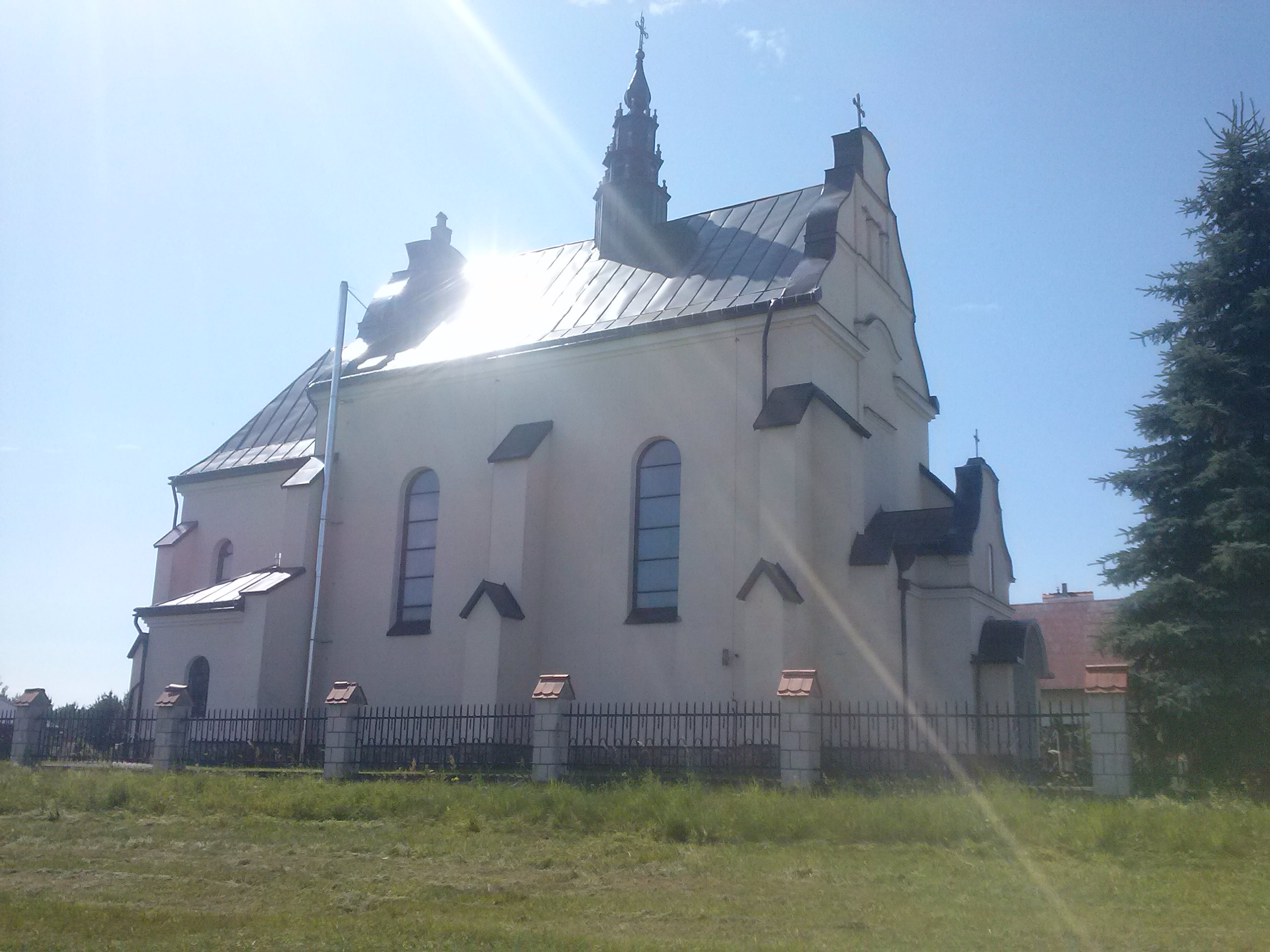
Elewacja boczna

Pierwszymi duszpasterzami we wsi byli bazylianie, którzy w początkach chrześcijaństwa na Rusi założyli nad Lubaczówką monaster. Mogli oni zginąć z rąk Tatarów w XIII wieku. Potem powołano tu parafię prawosławną. Od XVIII wieku Manasterz był siedzibą parafii greckokatolickiej z cerkwią. W 1865 biskup przemyski Antoni Manastyrski erygował parafię wiązownicką, do której przynależał Manasterz. Jej koniec wiązał się z wysiedleniami ludności ukraińskiej w ramach akcji Wisła. Władze komunistyczne dokonały rozbiórki cerkwi. W latach 1948-1951 kształtowała się we wsi parafia katolicka, której ośrodkiem stal się kościół wybudowany w latach 1937-1939 (nie wykończony z uwagi na wybuch II wojny światowej). 
Inicjatorem budowy świątyni był ksiądz Stanisław Sudoł (wikariusz wiązownicki w latach 1922-1932 oraz tamtejszy proboszcz w latach 1932-1944). Nieukończony kościół przetrwał w dobrej formie okupację sowiecką i niemiecką. W 1950 mieszkańcy wsi i okolic napisali list do biskupa Franciszka Bardy, z prośbą o wykończenia budowy świątyni. W odpowiedzi hierarcha przysłał na miejsce księdza Edwarda Dręgę, celem dokończenia budowy. 2 września 1951 kościół poświęcił biskup Wojciech Tomaka. Przed 1952 stanowił on ekspozyturę parafii w Wiązownicy, potem stał się samodzielną parafią w dekanacie sieniawskim. Na pięćdziesięciolecie parafii zorganizowano uroczystość konsekracji świątyni. Aktu tego dokonał arcybiskup Józef Michalik w 2002. 11 czerwca 2021 odbyła się intronizacja do kościoła relikwii św. Jana Pawła II, którym to uroczystościom przewodził arcybiskup Mieczysław Mokrzycki.

## Galeria

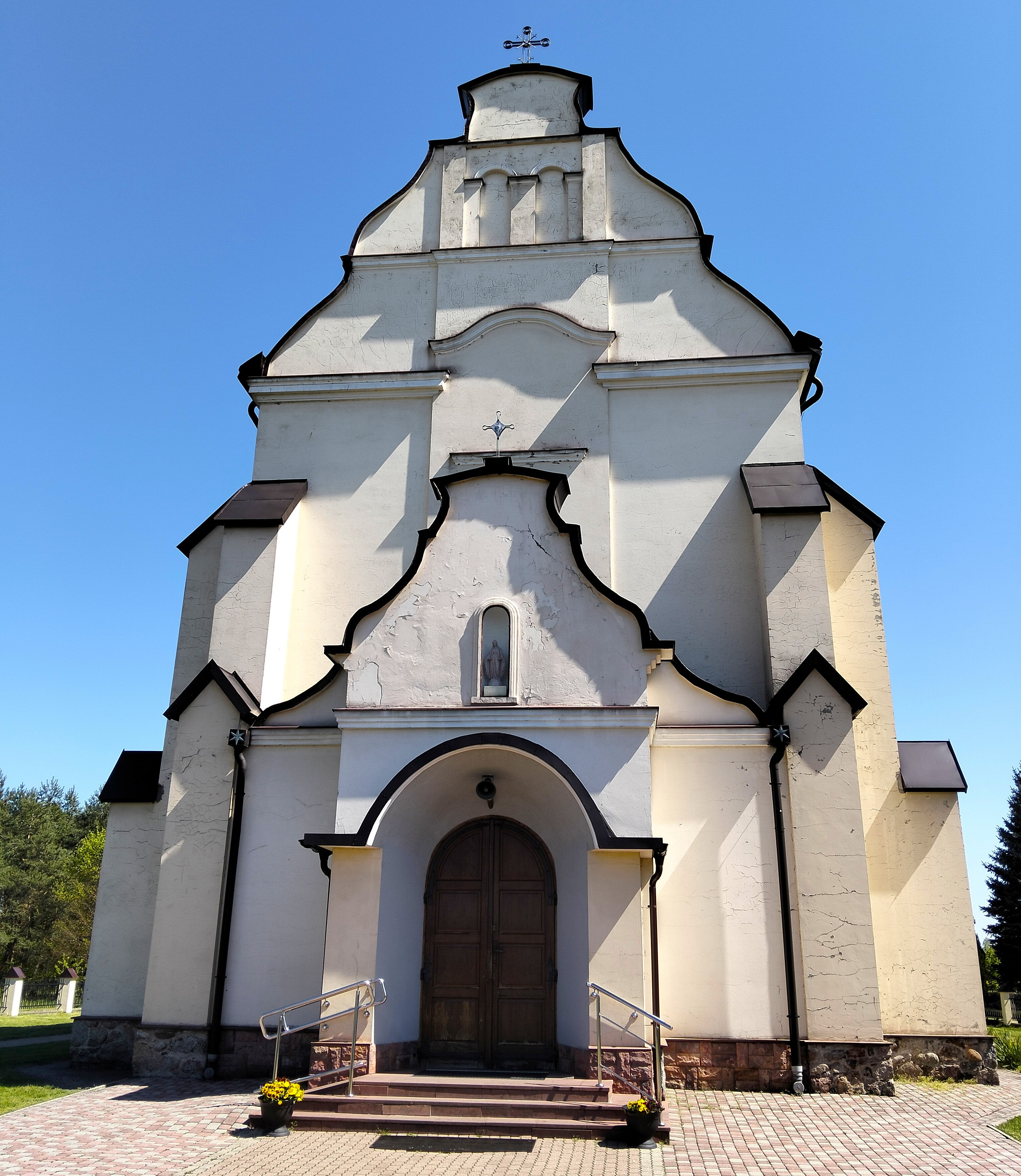
Elewacja wejściowa
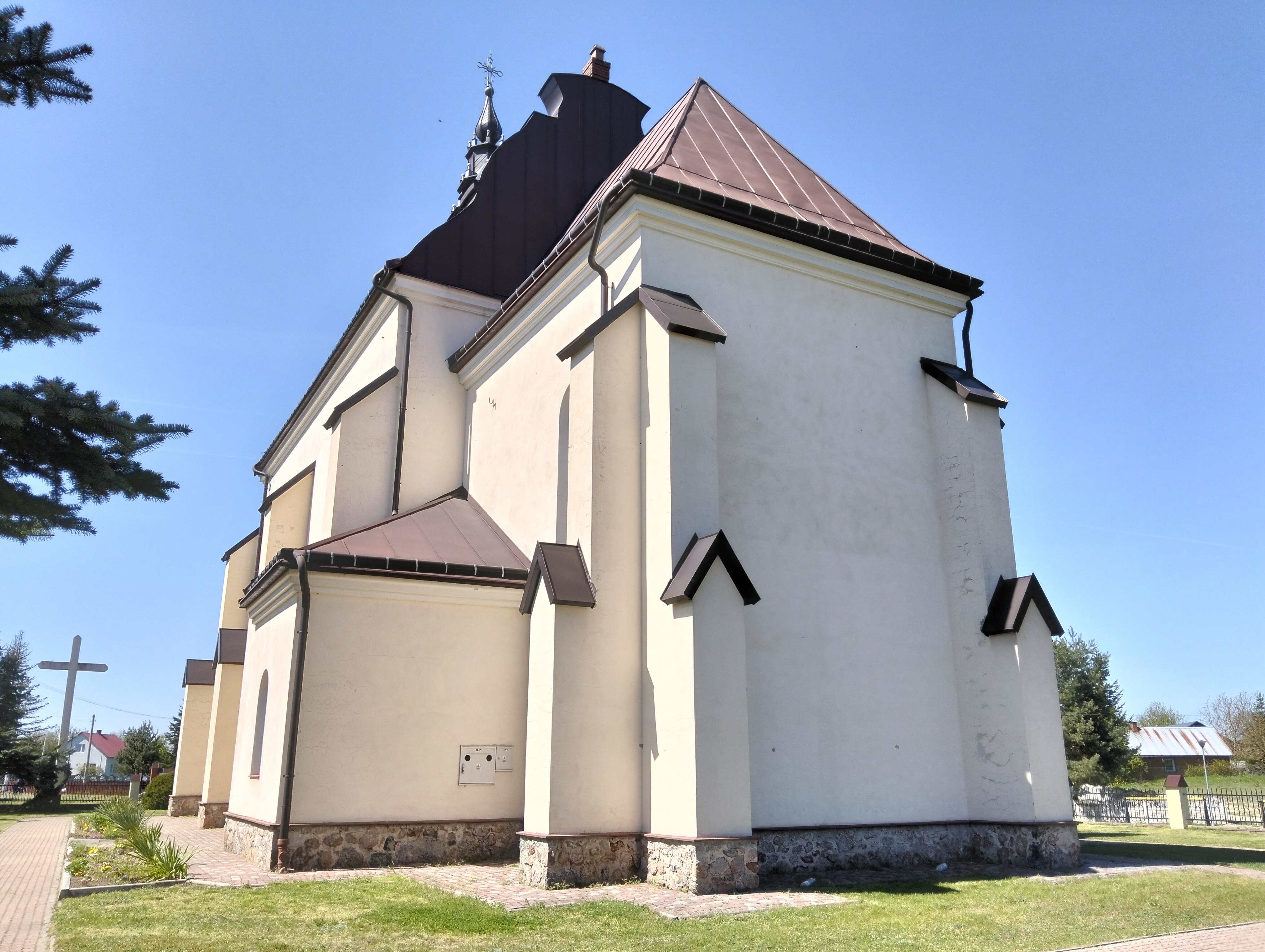
Widok od prezbiterium
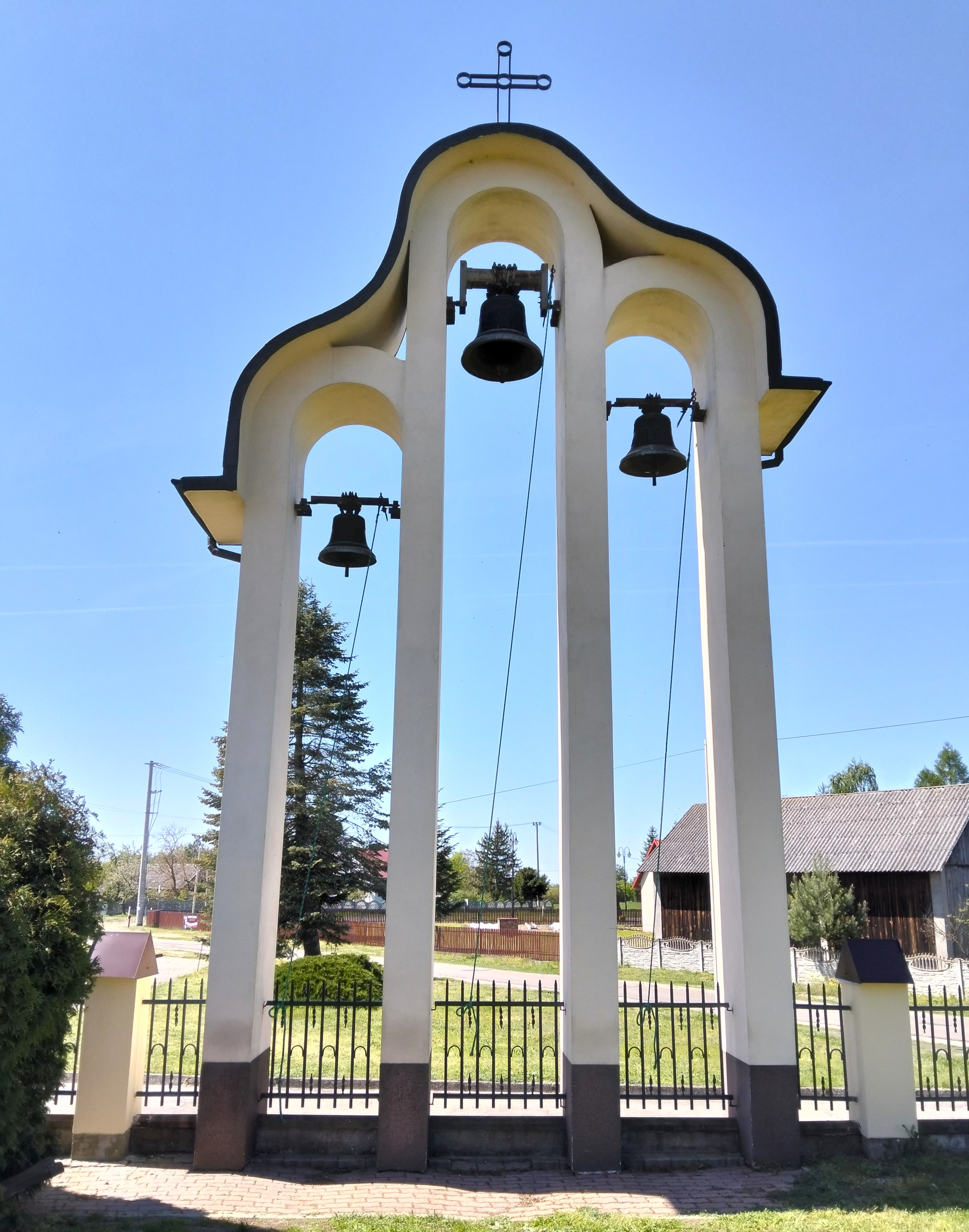
Dzwonnica parawanowa